# Beachcomber Island
Beachcomber Island, eigentlicher Name Tai, ist eine der Resortinseln Fidschis, sie liegt etwa 18 km westlich von Lautoka, der auf der Hauptinsel Viti Levu gelegenen zweitgrößten Stadt des Inselstaates und ist Teil der Mamanucas. Sie wird auch Barfußinsel genannt, da es auf der Insel üblich ist, keine Schuhe zu tragen.
Der ursprüngliche Name Tai wurde in den 1960er Jahren in Beachcomber Island geändert, vor allem, um die Insel für Touristen anziehender zu machen. Die Insel wird hauptsächlich touristisch genutzt, für Wassersport wie Schwimmen, Schnorcheln und Tauchen und Motorwassersportarten wie Jetski, Wasserski und Motorbootfahren.